# Ciolănești
Ciolănești is een Roemeense gemeente in het district Teleorman.
Ciolănești telt 3322 inwoners.